# 広川駅
広川駅（クァンチョンえき）は、大韓民国忠清南道洪城郡にある韓国鉄道公社（KORAIL）長項線の駅である。

## 駅構造
- 島式ホーム1面2線の地上駅。

## 駅周辺
- 広川バスターミナル
- 広川郵便局
- 広川地区隊
- 広川邑事務所
- 徳明初等学校
- 広川第一高等学校

## 沿革
- 1923年12月1日 - 普通駅として営業開始。
- 1950年6月30日 - 旧駅舎消失。
- 1964年8月24日 - 駅舎着工。
- 1964年12月16日 - 駅舎竣工。
- 1984年12月1日 - 貨物取扱駅に指定。
- 1984年12月30日 - 駅舎改築。
- 1990年6月1日 - 貨物取扱指定を取り消し。
- 2006年5月1日 - 貨物取扱中止。
- 2006年11月15日 - 貨物取扱停止。
- 2015年2月5日 - 西海金光列車乗り入れ開始。

## 隣の駅
韓国鉄道公社
長項線
洪城駅 - （新城駅） - 広川駅 - （元竹駅） - 青所駅